# Обеденный стол

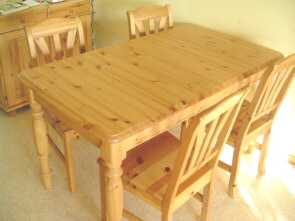
Обеденный стол со стульями

Обеденный стол — стол со столешницей расположенной на высоте, удобной для приема пищи, обычно рассчитанный на совместную трапезу для нескольких едоков.

## История

### Древний мир
В Древнем Египте столы для приёма пищи были небольшими (изображения показывают не более двух сидящих за столом), конструкция столов включала единственную центральную ножку (эту конструкцию римляне позже назовут «моноподием» (лат. monopodium), такие же по конструкции столы использовались для сервировки блюд, которые затем подавались — не сидящим за столами — гостям.
Древние греки предпочитали лежать во время еды на ложах-клиниях, еда с общего стола перекладывалась на маленький, отдельный для каждого гостя, столик, высотой ниже клинии (его можно было убрать под это ложе). Для симпосиев употреблялись также трёхногие столы, которые римляне называли лат. mensa delphica. Римляне использовали триклиний — три ложа, расположенные буквой П, с общим обеденным столом (лат. mensa); в поздние времена (IV—V века) римляне перешли от к новому использованию общего стола, при котором обедающие стали сидеть (а не лежать) за столом на стибадии.

### Западная культура
В Средневековье широко распространился стол на ко́злах, зачастую разборный, сохранивший популярность в Европе до XVI века, когда он был вытеснен пришедшим из средневековых монастырей длинным и узким неразборным монастырским столом. Едоки за монастырским столом сидели лишь с одной из длинных сторон, обычно на общей скамье, другая сторона использовалась для подачи блюд. Одной из причин, диктовавших необходимость свободного доступа прислуги к столу было желание сберечь дорогие скатерти; например, вино обычно разливалось в стороне от стола и подавалось уже в кубке.
В Италии эпохи Возрождения ко́злы, поддерживающие стол, постепенно превратились в изящные резные подставки. По прошествии времени две подставки по краям стола превратились, опять-таки в Италии, в четыре ножки, по-видимому с тем, чтобы люди могли сидеть и вдоль узких сторон стола. По мере распространения обеденных столов среди населения с меньшим размером жилищ, тогда же возникли и раздвижные столы, похожие на современные, с выдвижными столешницами (примитивные столы на ко́злах было всегда легко удлинить путём добавления козел и досок). Раскладной стол-тумба появился в Англии во времена Реставрации.
Круглые столы всегда символизировали равенство (от легенд о короле Артуре до кардинала Мазарини, который сажал своих подчинённых за круглый стол без различия титулов — но сам обедал за отдельным личным столиком неподалёку) и распространились во Франции в конце царствования Людовика XIV. Проблема ограниченного числа мест за круглым столом была решена в 1764 году французом А. Ж. Лорио, который изобрел популярный поныне стол с раздвижной круглой столешницей.

### XX век
Хабеггер и Осман особо выделяют в XX веке несколько образцов как новаторские обеденных столов (всего в их каталоге перечислено 107 столов, включая столы для совещаний):
- 1928 год: стол LC/6 — столешница парит над поддерживающим её каркасом из металлических деталей овальной формы (Ле Корбюзье)[13];
- 1933 год: многосекционный стол 4-905 (А. Аалто) — позволяет менять конфигурацию четырёх секций (двух полукруглых и двух прямоугольных), стоящих на гнутых ножках[14];
- 1954 год: стол с веерными ножками X800 — А. Аалто распилил конец каждой гнутой ножки на пять частей и закрепил образовавшийся веер на столешнице[15];
- 1968 год: стол «Суперэллипс», комбинирующий преимущества прямоугольной и круглой столешницы. Дизайнеры Б. Матссон[англ.] и П. Хейн заимствовали суперэллиптическую форму из очертаний развязки на площади Сергельсторг в Стокгольме (архитектор тот же П. Хейн)[16];
- 1972 год: стол с сегментированным основанием (Имзы, Чарлз и Рэй). Наращиваемое основание этого стола позволяет создать длинный стол с эллиптической столешницей, пригодный для совещаний[17];
- 1975 год: обеденный стол свободной формы (Дж. Хабеггер, англ. Jerryll Habegger) содержит столешницы различного размера для различных предметов; едоки могут сидеть лицом в разные стороны[17];
- 1975 год: обеденный стол «Диннерэлемент» (Д. Ч. Коломбо). Этот передвижной стол на шесть персон включал устройства для охлаждения и подогрева еды и места для хранения столовых приборов[18];
- 1978 год: обеденный стол «Инка» дизайнера А. Мангиаротти[англ.], развитие его предыдущего стола «Эрос»[18] — плоские поверхности и поддерживающие их детали соединяются в одном месте, скреплённые лишь своим весом[18];
- 1980 год: обеденный стол 2R (дизайнеры Л. Э. Расмунссен, англ. Leif Eric Rasmunssen и Х. Ролфф, англ. Henrik Rolff). Дополнительные секции стола присоединяются без инструментов, гнутые металлические крепления хранятся в полой тумбе стола[18];
- 1983 год: стол А. Белшнера (англ. Andrew Belschner), конструкция столешницы которого позволяет ремонт на месте с использованием только наждачной бумаги[19].

М. Стимпсон выделяет как «надёжную классику» в 1855—1985 годах следующие обеденные столы:
- 1920-е годы: «стол Парсонс[англ.]». Минималистский дизайн этого стола приписывается как Ж. М. Франку[англ.], который преподавал в парижском отделении школы дизайна Парсонс, так и русским конструктивистам. Стол отличается прямоугольными формами, квадратными в сечении ножками, столешницей без свесов с толщиной, равной толщине ножек[20];
- 1957 год: стол с пьедесталом «Тюльпан» Э. Сааринена. Набор одноопорной мебели, включавший «стул-тюльпан», над которым дизайнер работал с 1940-х годов, произвёл революцию в современной мебели, убрав «трущобу ножек» под столом[21].

## В культуре
В человеческой культуре обеденный стол в течение многих веков являлся местом регулярного сбора группы людей (например, членов семьи, монахов в монастыре), еда в одиночестве являлась социальным табу. Ещё в 1940-х годах американские социологи отмечали, что семья бо́льшую часть времени проводит в столовой и гостиной, а также важную роль совместных трапез в семейных дискуссиях и передаче культуры от родителей к детям. С появлением телевидения роль обеденного стола в семье понизилась, уже в середине XX века в США неформальные сборы членов семьи стали проходить у телевизора в гостиной, обеденный стол стал использоваться в основном для немногочисленных формальных событий, а его былая роль в значительной степени перешла к кофейному столу. В конце XX-начале XXI века популярные телевизионные программы о кулинарии привели к возрождению интереса к приёму гостей за обеденным столом.
По крайней мере со Средневековья конструкция и убранство обеденного стола подчёркивали иерархию и статус едоков. В замках Северной Европы стол для феодальных хозяев, их детей и других почётных персон располагался на возвышении в дальнем от дверей конце зала, столы для прочих участников трапезы располагались по длине зала под прямым углом к хозяйскому столу.

## Эргономика
В современной западной культуре типичный обеденный стол имеет высоту 75 см, минимальную ширину для каждого едока 60 см (дополнительные 20 см нужны по углам стола).